# Rough Dreams
Rough Dreams è il secondo album del gruppo Shivaree uscito nel 2002.

## Tracce
1. Wagers
2. Gone Too Far
3. After The Prince And The Showgirl
4. All Because You Told Me So
5. Thundercats
6. Snake Eyes
7. Stealing Home
8. John, 2/14
9. Reseda Casino
10. Ten Minutes
11. Queen-Sized Tomb
12. Flycatcher

## Formazione
- Ambrosia Parsley – voce
- Duke McVinnie – chitarra
- Eddie Campbell – tastierista

## Classifiche
| Classifica (2002) | Posizione massima |
| ----------------- | ----------------- |
| Francia           | 42                |